# Дашгомбын Баттулга
Дашгомбын Баттулга (род. 4 марта 1966) — монгольский дзюдоист, бронзовый призёр чемпионата Азии, Азиатских игр и чемпионата мира, участник летних Олимпийских игр 1992 года в Барселоне. Заслуженный мастер спорта Монголии.

## Карьера
Выступал в суперлёгкой (до 60 кг) и полулёгкой (до 65 кг) весовых категориях. В 1988 году в Тбилиси выиграл бронзу чемпионата мира среди студентов. В 1990 году в Токио стал серебряным призёром престижного международного турнира памяти Дзигоро Кано. В том же году завоевал бронзу Азиатских игр в Пекине, а через четыре года повторил этот результат на Азиатских играх в Хиросиме. В 1989 году в Белграде стал третьим на чемпионате мира. На Олимпиаде 1992 года, выступая в суперлёгком весе, занял 7-е место.